# ふしぎ遊戯 白虎仙記
『ふしぎ遊戯 白虎仙記』（ふしぎゆうぎ びゃっこせんき）は渡瀬悠宇による日本の少女漫画作品。本項では2015年4月号に読み切りとして『月刊flowers』（小学館）に掲載された『ふしぎ遊戯 白虎異聞』についても扱う。2017年、同誌にてタイトルを本作に改めての連載がスタートしたものの、2018年9月号に作者の体調不良による休載が告知されていた。2024年、同誌7月号より連載が再開されている。略称は『白虎』または『白虎編』。2025年4月時点で全シリーズの累計発行部数は2500万部を突破している。

## 作品概要
本作は1992年から『少女コミック』（小学館）で連載された「ふしぎ遊戯」（以下「初作」）や「ふしぎ遊戯 玄武開伝」（以下「前作」）と世界観を同じくした作品である。これまで前二作に度々登場していた白虎の巫女および白虎七星士、またはその関係者を中心として語られる。
本作は初作からの続編として前二作と世界観を同じくしてはいるものの、前作の後年と初作の過去の世界を繋ぐ作品。そのため、既に本作の大まかな顛末は初作で明かされており、その巫女の悲恋を受けてか、前作よりも大幅にギャグ要素が減ったシリアスな作品となっている。
尚、本作1巻初期版70ページにおいて玄武の巫女の出現が30年前とのセリフがあるが、110年前の誤植であると作者によって訂正されており、以降修正されている。

## あらすじ
時は大正12年。出版社に勤める大杉 高雄（おおすぎ たかお）は、数ヶ月前に亡くなった友人―奥田 永之介（おくだ えいのすけ）の遺品―四神天地書の存在に苦悩していた。添えられていた書簡によれば、永之介が著したこの書物は中に少女を引き込んで四神の巫女という生贄にしてしまう忌まわしいものであり、永之介の一人娘―多喜子が犠牲になったのだという。本の力を信じる高雄だったが、書簡の遺言通りに本書を処分しようにも、焼却や裁断等あらゆる方法を試しても皆失敗に終わっていた。そんなある日、大杉家が関東大震災に見舞われてしまう。高雄は愛娘―鈴乃を倒壊する家屋から守るため、今まで必死で娘から遠ざけてきた四神天地書をやむを得ず開かせたことで鈴乃は高雄の眼前で本の中の異世界―四正国に飛ばされてしまった。
本に吸い込まれた鈴乃が降り立ったのは、西廊国の広大な砂漠だった。必死に事情を教える高雄の声は途切れ、見知らぬ地や寒さ、隊列を襲う盗賊という光景に怯えて固まる鈴乃を助けたのは、荷から飛び出して来た虎だった。しかし窮地を脱すると虎は人間の女性―寧蘭（ネイラン）へと代わり、気絶してしまう。このまま行き倒れるかに見えた2人を救ったのは、褐色の肌の兄弟―カサルとカルムだった。休息をとっていた遺跡の壁に白虎の壁画を見つた鈴乃は、ここは西廊国である事、この国の守護神がその白虎である事を聞かされる。しかし、鈴乃こそが3人の語る伝説の白虎の巫女ではないかと話している内に起きた騒動で、鈴乃は現実に戻ってしまう。
それから10年…、高雄の知人の医師―及川（おいかわ）に引き取られた鈴乃は一風変わってはいるものの、女学生となっていた。震災のトラウマや高雄達にまつわる謎、西廊国での記憶に惑いながらも懸命に現実世界で生きようとする鈴乃の前に、震災のどさくさで一時行方不明となっていたあの四神天地書が、今また再び現れるのだった。

## 登場人物
大杉 鈴乃（おおすぎ すずの）
年齢 - 18歳（当初は8歳前後）
白虎の巫女となった本作の主人公で、高雄の一人娘。冒頭ではお下げ髪が愛らしい幼女だが、基本はセーラー服に、近視のためか丸眼鏡姿で女学校に通う学生。おっとりとして真面目で大人しい性格だが時に思い込みが激しく、料理は苦手。将来の希望進路は、小学校教諭。幼少時に自宅で関東大震災に遭い、命の危機に瀕したことで西廊国と行き来する。被災に連なるトラウマにより当時を思い出し過ぎると頭痛の発作を起こすため、幼さ故の記憶の曖昧さや四神天地書の紛失を理由に、約10年間は必死に本での出来事を夢と思い込もうとして来た。が、常に虎の絵ばかりを描くなど、どうしても固執してしまっている。
前作・本作とも東京在住時の奥田家とは家族ぐるみの付き合いだったことで、幼児期は一家の悲劇を伏されて過ごす。よって実の姉同然に慕っていた多喜子（#現実世界の項目参照。）は遠方に嫁入りし、永之介とは疎遠になったのだと教えられている。初作では昭和7年に四神天地書に吸い込まれて白虎の巫女となるが生還し、初作の主人公―美朱の兄・奎介に、四神天地書について語っている。
婁宿（たたら） / カサル＝ツォニェ
字 - 「婁」の字で右手の甲
誕生日 - 3月21日
血液型 - A型
年齢 - 12歳
植物を操る白虎七星士。元々の名前は「カルム」で、兄であったカサルが死亡したことで、「長男」が「カサル」の名を受け継ぐというツォニェ家のしきたりに則り、カサルを名乗るようになる。
兄と共に、砂漠に行き倒れていた鈴乃と寧蘭を助けた恩人。右目は蒼の瞳で、左目は紫の瞳。褐色の肌で肩に掛かる黒髪を左側で一纏めにしている。（兄のカサルも同様）少年ながら、地震と砂嵐で兄以外の家族を一気に失った過去によりいち早く鈴乃の虚勢を見抜き、その心を慰めた。
数日前に別れたはずの鈴乃が18歳になってしまっていることに戸惑いつつ、鈴乃を庇った兄の死により、植物を操る能力が発現し、ニルシャが操る張鬼を倒す。
兄を喪い、共に泣いてくれた鈴乃のために、以後、鈴乃を守ると誓う。
初作では相思相愛の仲だった鈴乃と「本の世界で共に生きる」という願いを神獣が叶えなかったため、昴宿の術で肉体の時間を止め、白虎廟にて神座宝を守り続けていた。そのため、初作の90年前の過去である本作の時代を生きているような若い容姿をしているが、廟を出ると肉体内部が急激に加齢してしまい、寿命を一気に縮める身の上であった。
奎宿（とかき） / ランヴァ＝ハム
字 - 「奎」の字で左頬
誕生日 - 11月11日
血液型 - B型
瞬間移動の能力と、イヤリングを使った攻撃をする白虎七星士。褐色の肌をした精悍な顔立ちの美青年で、大の女好きであり遊び人。
両親と姉がいたが、村が『鴉の民』に襲われ、瞬間移動能力が発現したものの、村は壊滅して天涯孤独となる。
その後、配達屋をやっていたようだが、皇帝即位の近衛兵募集に応じて近衛兵となり、宮殿で逃亡中の鈴乃と出会う。
初作では、朱雀七星士―鬼宿の武術の師匠でもある。昴宿同様に老人だが、女好きは変わらない。
觜宿（とろき）/ アクイル・リク
字−「觜」の字で右上腕
年齢 - 110歳
玄武召喚が成った年に生まれた、齢110歳の白虎七星士。
筆で書いたものを実体化する能力を持つが、自身が書いたものは1日しか保たず、他人の記憶と共に書いたものは、数刻で絵に戻り、能力で描いた絵や文字そのものが消えてしまう。
かつて、西廊国の使節の一員として、北甲国へ赴き、玄武七星士である星命帝・女宿、牛宿、危宿、室宿と対面し、女宿より、武器にもなる巨大な筆を賜る。
その後、同じく使節の一人であった大僧院の僧都であるクルマク・ウルの讒言により、当時の西廊国皇帝に疎まれ、虐げられている民を集めて『鴉の民』を結成しー数十年後、『鴉の民』に拉致された鈴乃と婁宿と出会う。
昴宿（すばる） / ドゥリン＝カヤン
字 - 「昴」の字で左胸
年齢 - 17歳
誕生日 - 5月1日
血液型 - O型
セクシー美人な白虎七星士。上半分をシニヨン、下半分の解き髪を緩やかに波打たせる爆乳のナイスバディ。
父が旅芸人の座長で、ドゥリン自身は水袖舞の使い手で、時間を操る能力を持つ。
鈴乃とは白藍窟の廟会で出会い、兵に追われているところを助ける。
自身の七星士の宿命を忌わしく思っており、巫女（と信じている）ネイランを殺すために、後宮へ入る決意をする。
奎宿とは数年前に出会っているが、酔っ払った奎宿に抱きつかれて、昴宿に殴られている。
右手首に、かつての貴族の証である『太陽の紋』の腕輪をしており、『許嫁』がいる模様。
初作では既に老婆で、奎宿の妻となっており、白虎七星士の娘（シーファン）と同居。
その際は時間を操る術のみ披露しており、短時間だけ奎宿共々若返って美朱一行に加勢した。
マァル
元々はクム村が襲撃された際に、巻き添えに遭った瀕死のモルモルの子供。
『神様』が入り込んで傷を癒し、鈴乃に、惨劇の原因がネイランとニルシャと大僧団にあること、そして、神獣を召喚しても、喰らわれずに生き残ることも可能だと伝える。
モルモル特有の、危険を察知すると大声で叫んで知らせる能力がある。
鈴乃が名付け、以後、鈴乃たちに同行する。

### 白虎 西廊国（さいろうこく）
白虎を守護神とし、四正国の内西に位置する。砂漠とオアシスがあり、チベット仏教寺院を思わせる寺院と教団もある。中国西北地方（現代の新疆ウイグル自治区及びチベット自治区）から中央アジアをモデルとしている。白虎の象徴色は白。
寧蘭（ネイラン）
年齢 - 18歳
外伝『白虎異聞』のヒロイン。「失われし地（ウヌトウガシル）」の那吐（ナド）族出身。
黒髪ストレートの長髪に、虎のような金の瞳をもち、豊満な胸や唇が色香を放つ美少女。
一般では昔話と思われている程に希少な虎人（フウイン）を母に持つ少女で、虎に変身する能力や鋭い聴覚、嗅覚を持つが、感情が高まったり、獣避けの香を嗅ぐことで、変身の能力を上手く制御出来ないことがあり、日没になると解けてしまう。
虎人の希少性により捕らえられ、新皇帝即位を祝う献上品として荷詰めされていたが、運んでいた隊商が、鈴乃も含めて盗賊に襲われたことで封印の呪符が剥がれて脱出。結果的に鈴乃の窮地を救うことになるが、虎から戻った際に全裸であったため、珠代の花嫁衣装の留袖を鈴乃から着せ掛けられており、後にこの留袖が『媒介』となる。
カサルとカルムから鈴乃を守って欲しいと託されるものの、鈴乃の純粋さに苛立ち、首を締め上げるが、白い光に包まれた鈴乃が現実世界に帰還しようとした瞬間、鈴乃の懐中時計に付いていた星印の方位磁石を奪った直後に、鈴乃が帰還してしまったことから、兵士が勘違いしたのをいいことに、白虎の巫女に成り済ましてしまう。
妖怪（あやかし）や獣の子（レイピン）と迫害されて来ており、その経歴から、実の両親や義母、血の繋がらない兄姉、生まれ育った村の人々など、多くの人を殺害して来ており、その怨念を張鬼として、ニルシャの力で操って襲わせたり、ニルシャの秘術『魂縫蠱』で、鈴乃を傀儡にし、白虎召喚を成すために、鈴乃及び白虎七星士を狙う。
ニルシャ / 羅 涅征（ら ねいせい）
強力な力を持つ呪術師。猫蠱（ビョウコ）の呪いを背負っている。
幼いころの寧蘭と出会っており、虐げられ名を持たなかった寧蘭に、自身の母の名前を与えた。
ネイランと初めて会い、別れた10年の間に、咒力を高め、我が身の血肉と引き換えに猫蠱を制御出来るようになっており、さらにスデヴァから与えられた杖の咒力の力を借りて、ネイランを本物の『白虎の巫女』にするために暗躍する。
その正体は、初作に登場する青龍七星士の箕宿(字は襟首に表れる)。
カサル＝ツォニェ
カルムの兄。被災などのショックで興奮し掛けた鈴乃を、温かく励ます。右目は蒼の瞳で、左目は紫の瞳。（過去のカラーイラストなどでは両目とも紫だった）長い黒髪をお下げにした、褐色の肌の優しげな美青年。
故郷を失くし、カルムと天涯孤独になって以来、霊視能力を体得している。
ニルシャが放った刺客から鈴乃を庇い、命を落とした。
ナヒド
鈴乃が最初に西廊国に降り立った時代では即位間もない西廊国の新皇帝（マハラ）。20歳。
盗賊団―鴉の民などの跳梁跋扈に頭を悩ませていたが、星詠女（ほしよみこ）の読み取った星のお告げで、白虎の巫女の出現を知り、対立する大僧院―サンガに先を越されまいと、早急な巫女の確保を命令する。
白虎の巫女を僭称するネイランと対面した際、その美貌に心を奪われる。
スデヴァ・ウル
西廊国の大僧院（サンガ）法王。
表向きは天帝を崇める寺院の法王だが、実は邪教を崇めている。
その身に自身の崇める智多（マラミカラ）を憑依させて、御神託をニルシャに聞かせ、杖を与える。
ネイランの正体にも感づいているようだが、張鬼を憑依させるための僧兵も所有している。
星詠女（ほしよみこ）
星を詠み、皇帝ナヒドに、白虎の巫女出現を報告した。
巫女と名乗るネイランに付き従っているが、ネイランから獣のような妖の臭いがする、ニルシャの星が読めないと怪しんでおり、宦官に扮したネイランに獣避けの香を仕掛けるも、失敗。
カズラナ
後宮を統括する尚宮長（しょうぐうちょう）を務め、後宮内で唯一、宦官に変装したネイランの正体を知っている者。
「長の妻」（アタウイグリ）
クム村の咒術士。
ニルシャに咒術を掛けられた鈴乃を助け、村が襲われた際も、鈴乃が白虎の巫女と悟り、西廊国の地図を渡す。
『鴉の民』
皇帝に疎まれたアクイルが、虐げられていた民を引き連れて、結成した集団。
基本的に自給自足であるが、出稼ぎに出かけることもある。
アクイルが書いた護りの力により、鴉の住処は砂に隠され、護りの力が書かれた服を着ると、その者を傷つけることはできない。
一部の者たちとは分裂して、盗賊集団に成り下がってしまい、奎宿が生まれた村や、皇帝への献上品を輸送していた隊商なども襲ったりする。
キリシュ
鴉の民の現頭領。アクイルの曾孫。
ジャマル
キリシュの息子。4歳上の妻（メフルの母）がいる。アクイルの玄孫。
メフル
ジャマルの娘。9歳。囚われた鈴乃と婁宿に食事を与えたりと、親切であるが、楽器の演奏は下手。
セィジュ・バルカ
ドゥリンと共に後宮に入った、后候補の一人。
西廊国の武門の名家の出身で、ドゥリンを目の敵にしている。
文 淑和（ぶん・しゅくい)
ドゥリンと共に後宮に入った、后候補の一人。
隣国の紅南国の名家の出身で、文化使節として送られた。

### 現実世界
大正12年及び、10年後の昭和7年当時の日本の世田谷が舞台。
大杉 高雄（おおすぎ たかお）
鈴乃の父親で、妻は珠代（たまよ）。永之介より10歳年下ながら数少ない理解者として信頼されており、またそのファンでもあった。前作の顛末に直接関わってはいないが、永之介より前二作で登場する遺書代わりの書簡を託されていたために四神天地書の秘密を知り、永之介父娘の性分や不可解な死、鈴乃の周辺をチラつく四神天地書の影からその力を信じている。本作では佐倉出版社に勤務しながら、永之介の死によって預けられた四神天地書の破棄に挑んでいるが、どんな処分法も跳ね返してしまう本に苦心している。
関東大震災で鈴乃共々被災し、鈴乃の危機に、これまで秘めていた、四神天地書を開くよう促す。
及川（おいかわ）
奥田家との縁から一度大杉宅を訪れたことのある、帝大出の医者。おっとりとした人の良さを感じさせる眼鏡の男性だが、誠実で一途な性分で芯は強い。震災後の鈴乃の後見人を始め、他にも数人の孤児を養っているが、独身。
かつては多喜子と婚約しており、養い子達に作中からかわれる「ずっと忘れられない女性」とは、多喜子のことである。
親代わりとして、鈴乃の身を案じ、幸せを願い、鈴乃が再び本の世界に戻らないよう、『四神天地書』を管理している。
奥田 多喜子（おくだ たきこ）
年齢 - 17歳
身長 - 154センチメートル
誕生日 - 9月22日生まれ（乙女座）
血液型 - O型
前作の主人公である玄武の巫女だが、本作では故人。回想での基本は袴に編み上げショートブーツの姿の、ハイカラさんスタイルな女学生。幼少時の鈴乃は遠方に嫁入りしたと聞かされていたが、成長して調べた結果、永之介との悲惨な死が発覚する。
学生時代から奥田家に出入りしていた高雄が初恋の相手。
觜宿の能力で、女宿の記憶と共に描いた時と、鈴乃の記憶と共に描いた時に、かつての姿で具現化した。
奥田 永之介（おくだ えいのすけ）
年齢 - 43歳
身長 - 170センチメートル
誕生日 - 2月9日生まれ（水瓶座）
血液型 - A型
支那の歴史に長けた小説家で、故人。高雄の長年の友人であり、多喜子の父。妻―美江を愛するあまりにその末期の肺結核という病状が受け入れられず、支那の四神天地之書に最後の望みを託して渡航、日本語訳の四神天地書を書き上げた。繊細さ故に、周囲に理解されることの少ない人物。
鈴乃の手に渡った永之介の書簡によれば、本に浮き上がる文面により、自分の書いた書物のせいで多喜子が玄武の巫女となったこと、さらに肺結核にまで冒されていることを知って悔い、せめて余命が幾許もない状態でも多喜子を解放しようと、永之介が無理心中する決意であったと明かされている。
堀江 正次（ほりえ せいじ)
初めて西廊国から帰還した鈴乃を助けた少年。身内を震災で亡くしたようだが、及川とは知人であるようで、及川の庇護のもとで成長。
10年後は陸軍に入っていたが、落馬し、足を負傷したため、除隊。自暴自棄になり、幼い頃から想いを寄せていた鈴乃に求婚するが、鈴乃が再び四神天地書に呼ばれ、眼前で姿を消してもなお、鈴乃を想っている。
鈴乃の持つ、父の形見の懐中時計と、ネイランの持つ、懐中時計に付いていた星形のコンパス及び、母の形見の留袖とは別に、本の世界と現実世界を繋ぐ『媒介』となる、本の世界に引き込まれた時に落とした鈴乃のメガネを預かっていたため、一度は鈴乃を現実世界に引き戻した。
健一（けんいち）
鈴乃や正次と同様、及川に庇護された少年。料理人志望。
英郎（ひでろう)
鈴乃や正次と同様、及川に庇護された少年。医師志望で、及川の手伝いをしている。
倉田 幸（くらた さち)
鈴乃の女学校の後輩、1年生。鈴乃の描いた虎の絵を称賛したり、鈴乃が落とした四神天地書に興味を持っている。

## 用語
詳しくは初作と前作を参照。
四正国
四神天地書の中の、古代中国に似た異世界。
本作でメインとなる、白虎が守護する西廊国（さいろうこく）に加え、北の玄武が守護する北甲国（ほっかんこく）、東の青龍が守護する倶東国（くとうこく）、南の朱雀が守護する紅南国（こうなんこく）の四大国に、24の小国から成る。
現実世界よりも時間の流れが早い。

四神の伝説
東西南北の四大国に残る『国滅亡の危機に異界より一人の娘が現れ、巫女として七星士と共に神獣の力を得て国を救う』という伝説で、神獣召喚時に必要な巻物―四神天地之書が、四大国の各王家に代々受け継がれている。主な特徴は下記を参照。
巫女である少女が現実と本の中を行き来する、または巫女としての力を揮う際には、神獣の象徴色の輝きを発する。
神獣の神通力を手に入れれば、巫女は（本の世界に留まる以外の）どんな願いも3つだけ叶えられる。
巫女とは生贄であり、その「穢れ無き血と肉」を喰らう―命と引き換えに神獣は願いを叶える。
（精神と肉体を強く保てば、喰われずに済むことも可能）
神獣の召喚には、純潔の巫女が祝詞を唱えている間、七星士全員が揃って『無』になり、七星士の能力を喪うことを意味する、儀式を行う事が必要。

白虎七星士
巫女を守り、神獣を招喚する為に選ばれた者。気功術や身体能力の飛躍的な向上などの後天的なもの、生まれながら・種族的なものであったりと背景は様々だが、それぞれに個別の特殊能力が発現する。また、普通の人間よりも体力があり、長命の傾向がある。
『四神天地之書』にも、七星士の特殊能力を示す一字が書かれている。
対応する四神の七宿の内、自身の星宿を表す一文字が一つ（またはその半分）だけ体のどこかしらに現れ、白虎七星士の場合は、象徴色である白で浮かび上がる。
神獣召喚の際に、祝詞を唱える巫女の身体にも、七星士の対応する文字が、その部位に浮かび上がる。
偏見や迫害、自身の能力を制御しきれなかった事による事故等の苦い経験から、七星士である事を嫌悪している者が多い。
基本的には、巫女と必然的に出会うことが多いが、巫女の強い力に引き寄せられて、七星士自ら、巫女の許に集結する場合もある。

鏡（後の神座宝）
初作では、白虎召喚の儀式で鈴乃が身に付けた事で神力が宿り、巫女が儀式に失敗した時や成功条件に欠落があっても、神獣召喚を可能にするアイテムの1つとして登場する。
もう1つの玄武の神座宝の首飾りと併せ、青龍の巫女である唯は、自身の七星士達の死を補い、青龍を召喚した。

四神天地之書と四神天地書
現実世界においては、前者が支那（古代中国）に伝わる経典。
後者はその経典を元に、奥田永之介が日本語訳した和綴じ本。
本の中では、前者は神獣召喚の詞が記された四大国各王家に伝わる巻物で、神獣召喚時の必需品あり、後者は鈴乃や及川が、本の世界そのものを指す時に用いている。
現実世界での永之介版は、多喜子を得たと同時に玄武の巫女として認定し、序文以外は完全白紙化、以降は多喜子の言動や心情・見聞を中心に関係者のことまでが本の中・外の区別なく全て勝手に文章としてページに浮かび上がるようになる。
よって、元の永之介の和訳は多喜子が本に入った時点で全てが紙面から消え、多喜子に纏わる事象が徐々に綴られていき、その後、白虎の巫女として認められた鈴乃が本に入った段階で、序文以外の多喜子の物語は紙面から消えている。（前作ラストで、高雄が読んでいた四神天地書は、多喜子の物語）
裁断や焚書も跳ね返し、どこに投棄しても鈴乃の元に現れるという、神出鬼没な書物。
結果、永之介は処分に失敗し、次作に渡るまで高雄に託される事となるも、高雄も処分出来ず、封印しようとするも、本の力が強く、封印が解かれると共に、大地を揺るがす大地震が発生する。

媒介
本の世界と、現実世界を繋ぐ鍵となる品物。
巫女本人と繋がりがあり、現実世界の品であることが多く、本の世界の物は、基本的には現実世界に持ち込めないが、何故か心宿のピアスは現実世界でも残っており、唯が装着している。
巫女が現実世界に帰還する時に、巫女と繋がりのある者の、呼び戻そうとする強い意志と共に、必要となる。
また、巫女が本の世界及び現実世界に呼ばれた時は、その媒介とゆかりのある場所に到着することが多い。
巫女と媒介の品を持つ者同士、本の世界で起こっていることを、現実世界でも体感し、本を通じて、巫女に呼びかけることも可能。
どちらか一方が媒介を外したり、何らかの理由で媒介が失われた時は、本の世界及び現実世界でも繋がりが断たれてしまい、感知できなくなってしまう。
また、媒介を持っている本の世界の人物を、現実世界に呼び出すことも可能。

朱雀の巫女・美朱の場合は、制服（唯）、髪を結んでいたリボン（兄・奎介）、美朱が持ってきたリュック（翼宿、井宿）。
青龍の巫女・唯の場合は、制服のリボン（角宿）、心宿のピアス（心宿）。
玄武の巫女・多喜子の場合は、髪を結んでいたリボン（父・永之介）、永之介と多喜子の父娘の繋がり。
白虎の巫女・鈴乃の場合は、父の懐中時計に付属していた星型のコンパス（ネイラン）、母の形見の黒留袖（ネイラン）、鈴乃のメガネ（正次）。

## 書誌情報
- 渡瀬悠宇 『ふしぎ遊戯 白虎仙記』小学館〈フラワーコミックス〉、既刊4巻（2025年4月10日現在）
  1. 2018年4月10日発売[7]、ISBN 978-4-09-870117-9
  2. 2024年8月9日発売[8]、ISBN 978-4-09-872675-2
  3. 2024年12月10日発売[9]、ISBN 978-4-09-872814-5
  4. 2025年4月10日発売[10]、ISBN 978-4-09-873062-9